# Північна Індія
Північна Індія (англ. Northern India, гінді उत्तर भारत, Uttar Bhārat, урду شمالی ھندوستان, Shumālī Hindustān) — нечітко визначений регіон на півночі Індії.
Головними географічними особливостями регіону є Гімалаї та Індо-Гангська рівнина, які оточують з півночі Тибет і Центральна Азія.
Північна Індія знаходиться головним чином в північній помірній зоні нашої планети. Незважаючи на характерні прохолодну або холодну зиму, жарке літо і помірні мусони, Північна Індія є одним з найбільш кліматично різноманітних регіонів на Землі. Екстремальні температури в діапазоні від −45 °C у Брасі, Джамму і Кашмір до 50,6° у Раджастхані.